# Innozenz Lehner

Innozenz Lehner (1971)

Innozenz Lehner (* 20. Oktober 1917 in Wiler; † 5. Juni 2000 in Brig; heimatberechtigt in Wiler) war ein Schweizer Politiker (CVP).

## Werdegang
Innozenz Lehner wurde am 20. Oktober 1917 als Sohn von Johann und Angelina Lehner in Wiler geboren. Nach dem Besuch des Gymnasiums in Brig absolvierte Lehner ein Rechtsstudium in Freiburg und Bern. In der Folge war er als Anwalt und Notar tätig. Er war verheiratet und starb am 5. Juni 2000 im 83. Lebensjahr in Brig.
Von 1953 bis 1969 gehörte Lehner als Mitglied der Christlichdemokratischen Volkspartei der Schweiz dem Walliser Grossrat an, in dem er zwischen 1968 und 1969 als erster Lötschentaler Ratspräsident amtierte. Darüber hinaus sass er von 1967 bis 1975 im Nationalrat.
Lehner engagierte sich in erster Linie für die Anliegen des Berggebietes Lötschen, wie für den Bau von Zufahrtsstrassen, für ein Forstgesetz, für ein Entwicklungskonzept, für die Anwendung der Lex Furgler, für ein kantonales Leitbild und für Lawinenverbauungen. Daneben war Lehner Präsident des Talrates von Lötschen sowie Präsident und Ehrenpräsident des Vereins Oberwalliser Verkehrsinteressenten. Lehner galt als passionierter Politiker, Bergführer und Jäger.

## Öffentliche Ämter
- Grossrat (1953–1969)
- Grossratsvizepräsident (1966–1968)
- Grossratspräsident (1968–1969)
- Nationalrat (1967–1975)